# Abel Suárez
Abel Miguel Suárez Torres (Puerto del Rosario, España, 11 de abril de 1991), conocido como Abel Suárez, es un futbolista español que actualmente forma parte de la plantilla del Club Deportivo Ebro de la Segunda División RFEF. 

## Trayectoria
Empezó a formarse en el CD Tenerife, donde llegó a debutar con el primer equipo en 2011 con tan solo 19 años. En el cuadro chicharrero debutó en Segunda División, aunque no pudo evitar el descenso de los suyos a la categoría de bronce. Más tarde, alternó apariciones con el filial y fue cedido durante varias temporadas a CD Guijuelo, SD Noja, CD Leganés y La Roda Club de Fútbol.
En enero de 2016 se desvincula del CD Tenerife, club en el que ha pasó nueve temporadas, entre la cadena de filiales y el primer equipo, y con el que tenía contrato hasta junio de ese mismo año. Firmaría con el ACS Poli Timișoara, donde jugaría 7 partidos en la Liga I, en el que descendió a la Segunda División de Rumanía y tuvo problemas a la hora de cobrar.
Tras la experiencia en el fútbol rumano, vuelve a España firmando en las filas del Pontevedra CF.
Comienza la temporada 2017-18 en las filas del Burgos CF en el que el jugador es rescindido en el mercado de invierno, pese a jugar un buen volumen de minutos en la primera vuelta. Firmaría la segunda vuelta de liga en el Racing Club de Ferrol con el que no evitaría el descenso a Tercera División.
En verano de 2018 fichó por la Real Balompédica Linense del Grupo IV de la Segunda B con el que jugaría hasta el mes de diciembre de 2018, cuando rescinde su contrato con el Real Balompédica Linense tras tener una escasa participación con el que jugaría nueve partidos (seis como titular), para firmar con el FC Honka de la Veikkausliiga.
En verano de 2019 fichó por el Club de Fútbol Badalona de la Segunda División B de España procedente del FC Honka de la Veikkausliiga. En septiembre de 2020 fichó por el Socuéllamos.

## Clubes
| Club                             | País      | Año       |
| -------------------------------- | --------- | --------- |
| CD Tenerife                      | España    | 2011-2016 |
| CD Guijuelo (cesión)             | España    | 2013      |
| SD Noja (cesión)                 | España    | 2014      |
| CD Leganés (cesión)              | España    | 2014      |
| La Roda Club de Fútbol (cesión)  | España    | 2014-2015 |
| ACS Poli Timișoara               | Rumanía   | 2016      |
| Pontevedra CF                    | España    | 2016-2017 |
| Burgos CF                        | España    | 2017      |
| Racing Club de Ferrol            | España    | 2018      |
| Real Balompédica Linense         | España    | 2018      |
| FC Honka                         | Finlandia | 2019      |
| CF Badalona                      | España    | 2019-2020 |
| Yugo-Unión Deportiva Socuéllamos | España    | 2020-2021 |
| Club Deportivo Ebro              | España    | 2021      |